# Plagiodontes rocae
Plagiodontes rocae es una especie de molusco gastrópodo terrestre pulmonado integrante del género Plagiodontes de la familia de los odontostómidos. Habita en el sur de Sudamérica.

## Taxonomía
Descripción original
Plagiodontes rocae fue descrita originalmente en el año 1881 por el zoólogo, químico y geólogo germano - argentino Adolfo Doering.

## Distribución y hábitat
Este molusco es endémico del sudoeste de la provincia de Buenos Aires, centro-este de la Argentina, específicamente del conjunto montañoso conocido como sistema de las sierras de Ventania. Allí comparte hábitat con otra especie del mismo género: P. patagonicus.